# Мищенко, Иван Васильевич (1906—1944)
Иван Васильевич Мищенко (1906—1944) — красноармеец Рабоче-крестьянской Красной Армии, участник Великой Отечественной войны, Герой Советского Союза (1945).

## Биография
Иван Мищенко родился в 1906 году в станице Апшеронская (ныне — город Апшеронск Краснодарского края). После окончания начальной школы работал сначала в сельхозартели, затем на кубанских нефтяных промыслах. В 1941 года Мищенко был призван на службу в Рабоче-крестьянскую Красную Армию. С июня того же года — на фронтах Великой Отечественной войны.
К апрелю 1944 года красноармеец Иван Мищенко был стрелком и одновременно парторгом роты 1177-го стрелкового полка (347-й стрелковой дивизии, 55-го стрелкового корпуса, 2-й гвардейской армии, 4-го Украинского фронта). Отличился во время освобождения Севастополя. 24 апреля 1944 года в районе Мекензиевых гор он первым ворвался в немецкую траншею. Оставшись в одиночку, Мищенко пулемётным огнём отразил несколько немецких контратак. 6 мая 1944 года Мищенко погиб в бою. Похоронен в Севастополе.

## Награды
Указом Президиума Верховного Совета СССР от 24 марта 1945 года за «образцовое выполнение боевых заданий командования на фронте борьбы с немецкими захватчиками и проявленные при этом мужество и героизм» красноармеец Иван Мищенко посмертно был удостоен высокого звания Героя Советского Союза. Также был награждён орденом Ленина и медалью «За отвагу».

## Память
В честь Мищенко названа улица и установлен бюст в Апшеронске. Имя Ивана Васильевича Мищенко носит МБОУЛ № 1 г. Апшеронска.